# Scotty Rankine
Scotty Rankine, född 6 januari 1909, död 10 januari 1995, var en friidrottare från Kanada. Han deltog vid olympiska sommarspelen 1932 och olympiska sommarspelen 1936.